# Tiếng Xibe
Tiếng Xibe (ᠰᡳᠪᡝ ᡤᡳᠰᡠᠨ, chuyển tự: sibe gisun, còn gọi là tiếng Sibe, tiếng Sibo hay tiếng Tích Bá) là một ngôn ngữ Tungus, bản ngữ của dân tộc Xibe sống ở Tân Cương miền Tây Bắc Trung Quốc.

## Âm vị học
Tiếng Xibe thông hiểu được với tiếng Mãn. Nó có hệ thống 8 nguyên âm thay vì 6 nguyên âm của tiếng Mãn; ngoài ra, hai ngôn ngữ còn có nét khác biệt về hình thái và tiếng Xibe có hệ thống hài hoà nguyên âm phức tạp hơn.

### Phu âm
|          |           | Môi | Chân răng | Quặt lưỡi | Chân răng-vòm | Ngạc mềm | Lưỡi gà |
| -------- | --------- | --- | --------- | --------- | ------------- | -------- | ------- |
| Tắc      | vô thanh  | p   | t         |           |               | k        | q       |
| Tắc      | bật hơi   | pʰ  | tʰ        |           |               | kʰ       | qʰ      |
| Tắc xát  | vô thanh  |     | t͡s        | ʈ͡ʂ        | t͡ɕ            |          |         |
| Tắc xát  | bật hơi   |     | t͡sʰ       | ʈ͡ʂʰ       | t͡ɕʰ           |          |         |
| Xát      | vô thanh  | f   | s         | ʂ         | ɕ             | x        | χ       |
| Xát      | hữu thanh | v   |           | ʐ         |               |          |         |
| Mũi      | Mũi       | m   | n         |           |               | ŋ        |         |
| R        | R         |     | r         |           |               |          |         |
| Tiếp cận | Tiếp cận  | w   | l         |           | j             |          |         |

- Hai âm xát /x, χ/ thường hữu thanh hoá thành [ɣ, ʁ] khi đứng sau âm vang (mũi, nước và tiếp cận).
- /s, ɕ/ thường hữu thanh hoá thành [z, ʑ] khi xuất hiện ở giữa từ.
- /m/ có thể trở thành âm môi-răng [ɱ] khi đứng trước /v/.

### Nguyên âm
|        | Trước | Trước | Giữa | Sau |
| ------ | ----- | ----- | ---- | --- |
| Đóng   | i     | y     |      | u   |
| Vừa    |       |       | ə    | o   |
| Nửa mở | ɛ     | œ     |      |     |
| Mở     |       |       | a    |     |

- Tha âm của /œ/, /ə/, /o/ lần lượt là [ø], [ɤ], [ɔ].[6]